# Olga Valery
Olga Timtchenko dite Olga Valery est une actrice française d'origine ukrainienne, née le 28 janvier 1903 à Kiev et morte à Sarcelles (Val-d'Oise) le 20 avril 2002.

## Filmographie

### Cinéma
- 1929 : Un soir au cocktail's Bar de Roger Lion, court métrage
- 1930 : L'Enfant de l'amour de Marcel L'Herbier
- 1930 : Mon gosse de père de Jean de Limur : Mado
- 1930 : The Parisian de Jean de Limur, version anglaise du film précédent
- 1930 : Elle veut faire du cinéma de Henry Wulschleger, court métrage
- 1930 : Cinépolis de José-Maria Castellvi court métrage, version espagnole du film précédent
- 1931 : I Adore You...Don't Know Why de Pierre Colombier, version anglaise de Je t'adore...mais pourquoi?
- 1931 : On purge bébé de Jean Renoir
- 1931 : Su noche de bodas de Louis Mercanton et Florian Rey
- 1932 : L'Agence O'Kay de André E. Chotin, court métrage
- 1932 : L'Amour et la Veine de Monty Banks
- 1932 : Léon tout court de Jean-Louis Bouquet, court métrage
- 1933 : Deux blondes de Jean Mamy, court métrage
- 1934 : Une étoile d'amour (Étoile filante) de Jean-Louis Bouquet, court métrage
- 1935 : Bébé est un amour de M. Rugard, court métrage
- 1938 : Ma sœur de lait de Jean Boyer
- 1939 : Untel père et fils de Julien Duvivier (n'apparait pas dans les copies actuellement visibles)
- 1955 : Elena et les Hommes de Jean Renoir
- 1955 : Voici le temps des assassins de Julien Duvivier
- 1956 : Anastasia (Anastasia) de Anatole Litvak
- 1955 : Ariane (Love in the Afternoon) de Billy Wilder
- 1959 : Le Baron de l'écluse de Jean Delannoy
- 1959 : La Bête à l'affût de Pierre Chenal
- 1962 : Le Grand Duc et l'Héritière (Love Is a Ball) de David Swift
- 1963 : À toi de faire... mignonne de Bernard Borderie
- 1963 : Blague dans le coin de Maurice Labro
- 1964 : Le Chevalier des sables (The Sandpiper) de Vincente Minnelli
- 1965 : Comment voler un million de dollars (How to Steal a Million) de William Wyler
- 1966 : Bang-Bang de Serge Piollet
- 1966 : Carré de dames pour un as de Jacques Poitrenaud
- 1966 : Le Soleil des voyous de Jean Delannoy
- 1969 : Les Caprices de Marie de Philippe de Broca
- 1970 : La Promesse de l'aube (Promise at Dawn)
- 1970 : Las Vegas, un couple (The Only Game in Town) de George Stevens
- 1974 : La Bonzesse de François Jouffa
- 1974 : En amour ça va, ça vient de Henri Sala
- 1974 : Et avec les oreilles qu'est-ce que vous faites de Eddy Matalon
- 1974 : L'important c'est d'aimer de Andrzej Żuławski
- 1974 : Jambes en l'air à Bangkok de Henri Sala
- 1975 : Fureur sexuelle de Jack Dumoda
- 1975 : Les vécés étaient fermés de l'intérieur de Patrice Leconte
- 1977 : Marche pas sur mes lacets de Max Pécas
- 1977 : La Vie parisienne de Christian-Jaque
- 1979 : L'Associé de René Gainville
- 1982 : Rendez-vous à Paris de Gabi Kubach
- 1987 : L'Inattendue de Patrick Mimouni court métrage
- 1991 : Villa Mauresque de Patrick Mimouni

### Télévision
- 1970 : La Brigade des maléfices de Claude Guillemot
- 1977 : Au théâtre ce soir : La Fessée de Jean de Létraz, mise en scène Jacques Mauclair, réalisation Pierre Sabbagh, Théâtre Marigny
- 1982 : Au théâtre ce soir : La Foire aux sentiments de Roger Ferdinand, mise en scène Jean Kerchbron, réalisation Pierre Sabbagh, Théâtre Marigny
- 1983 Les Nouvelles Brigades du Tigre (Les Années folles), épisode La Fille de l'air